# 菜畑遺跡

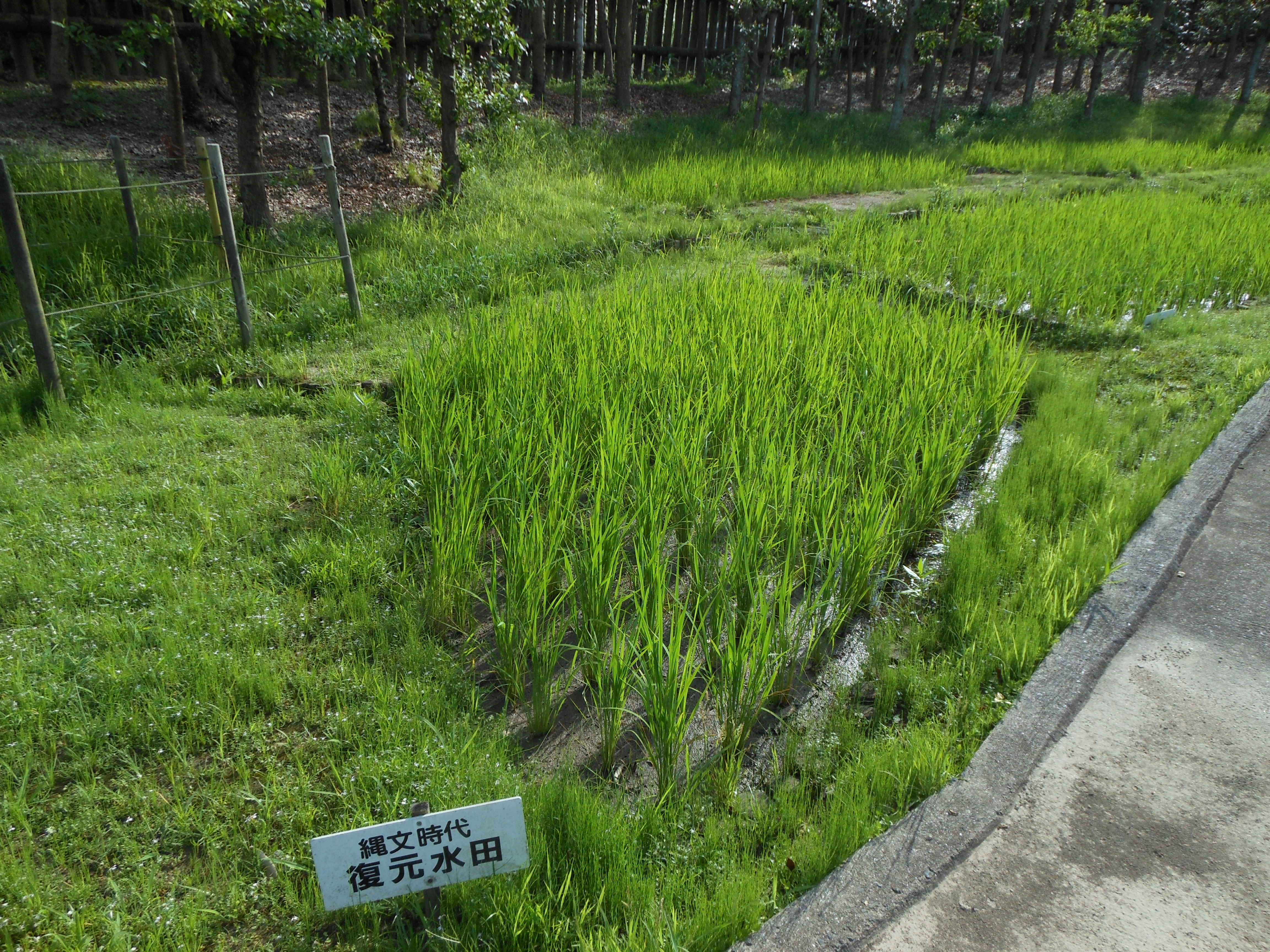
復元された水田

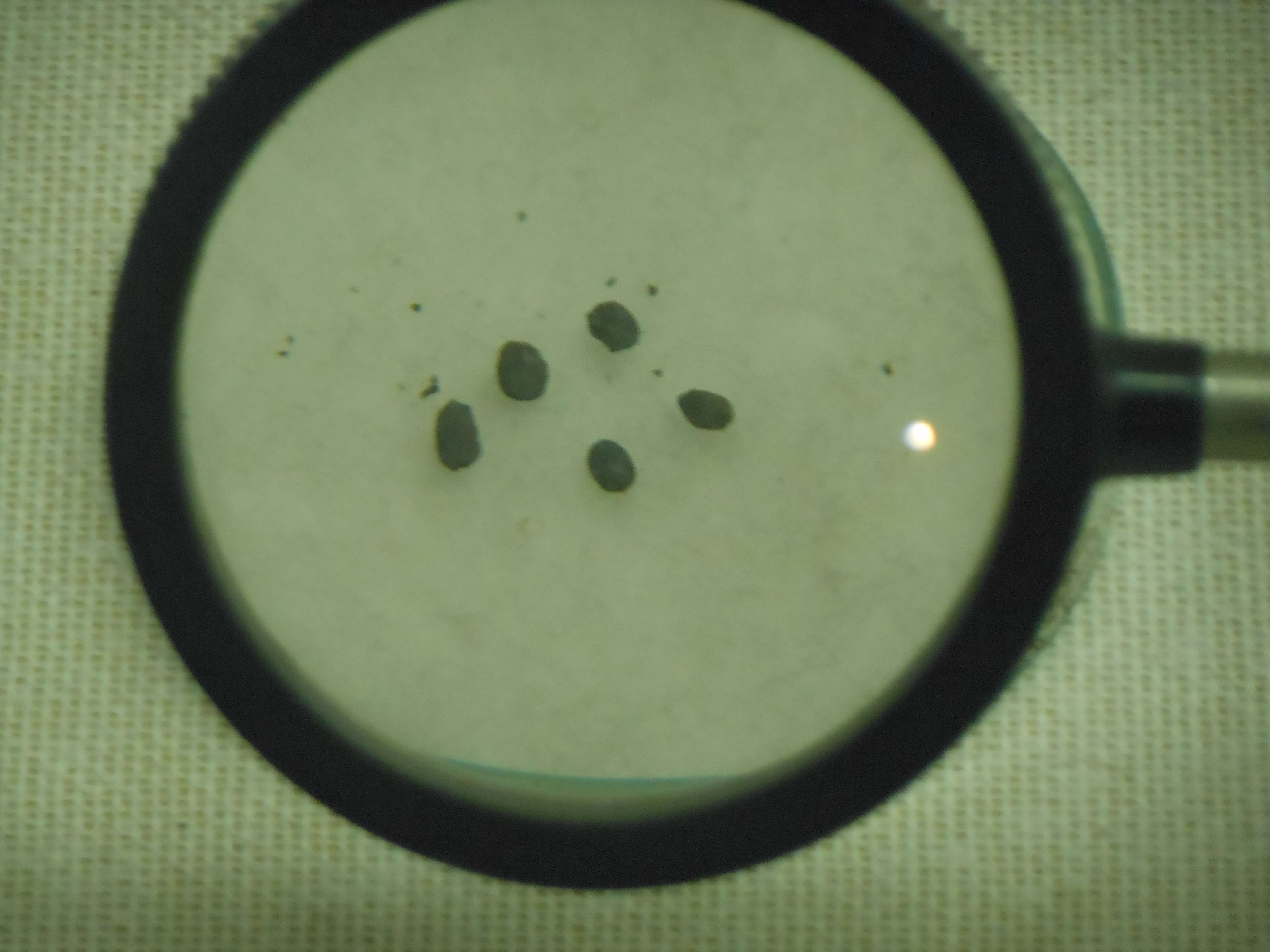
出土した紀元前5 - 4世紀の炭化米（佐賀県立博物館）

菜畑遺跡（なばたけいせき）は、佐賀県唐津市にある縄文時代末期 - 弥生時代の遺跡である。国の史跡。
唐津市中心市街地の西南部、JR唐津駅から西に2キロメートルほどのところに位置する。縄文時代の水田跡が発見されており、日本最古の水稲耕作遺跡とされる。

## 概要
本遺跡は1979年（昭和54年）に発見され、1980年（昭和55年）12月から1981年（昭和56年）8月にかけて発掘調査が実施された。1983年（昭和58年）に史跡に指定された。
魏志倭人伝に出てくる末盧国に因んだ末盧館という資料館が建てられ、この遺跡から出土した炭化米や石包丁、鍬、鎌などの農業用具ほか発掘に関連した資料が展示され、竪穴建物や水田跡も復元されている。
遺跡は、海抜10メートル前後の谷底平野に面した、緩やかな丘陵斜面に立地している。

### 遺跡の古環境の変遷
縄文時代晩期後半、谷底平野には湿原が広がっており、背後の丘陵には照葉樹林が育っていた。縄文時代晩期後半に入ると谷底平野の斜面下部や低地の縁辺で、陸稲的な状況でイネの栽培が始まった。縄文時代晩期終末に入ると雑草の種子は大半が水田雑草で占められる。

### 従来の縄文時代晩期末の水田跡、紀元前930年頃（放射性炭素14の較正年代）
遺構は16層から成っており、水田の遺構が確認されたのは縄文時代晩期後半の12層からである。それより上層にも弥生時代中期までの水田遺構が検出された。水田遺構は18平方メートル余りで小さな4枚の田で、当時は直播きで栽培されたと推測されている。
花粉分析の結果、イネ属の花粉は夜臼式土器（柏崎式土器）以前から出現し、第12層の上部で突発的に増加する。このような突発的増加は人間が搬入したものと考えられる。一方、種子は第12層以下ではアリノトウグザ水湿性植物の種子が多く出た。
遺物の土器は、それまで最古の水田跡とされていた板付遺跡の夜臼式土器（柏崎式土器）よりも古い山の寺式土器であった。炭化米も250粒ほど出土し、そのうち100粒以上がジャポニカ種であることが分かっている。

### 縄文時代晩期末の水田跡
1980年-81年の発掘で、縄文時代晩期末とされた土層から、大規模な水田が営まれていたことを裏付ける水路、堰、取排水口、木の杭や矢板を用いた畦畔（けいはん）が発掘され、これは従来縄文時代晩期末とされた今から2930年前ぐらいに日本で初めて水田耕作による稲作農業が行われていたことを実証するものと考えられている。

## アクセス
- JR唐津駅または唐津大手口バスセンターから唐津市内線循環バス西コース乗車、「末盧館前」下車